# Alphonse de Beauchamp
Alphonse de Beauchamp (* 1767 in Monaco; † 1. Juni 1832) war ein französischer Historiker.

## Leben
Er war ein Befürworter der französischen Revolution, aber kritisierte dennoch ihre blutigen Auswüchse in seinem wohl berühmtesten Werk Histoire de la Vendée et des Chouans und fiel dadurch 1806 bei Napoleon in Ungnade.

## Werke (Auswahl)
- Histoire de la conquête et des révolutions du Pérou. 1807.
- Histoire du Brésil. 1815.
- Vie de Louis XVIII, roi de France et de Navarre. 1821.
- Histoire de la révolution du Piémont. zwei Teile 1822, 1823.
- Alphonse de Beauchamp, Friedrich August Rüder: Denkwürdigkeiten aus den Papieren eines vornehmen Staatsbeamten. Zweiter Teil, 1828, (books.google.de).